# Culture de Majiayao
Sauf précision contraire, les dates de cet article sont sous-entendues « avant l'ère commune », c'est-à-dire « avant Jésus-Christ ».

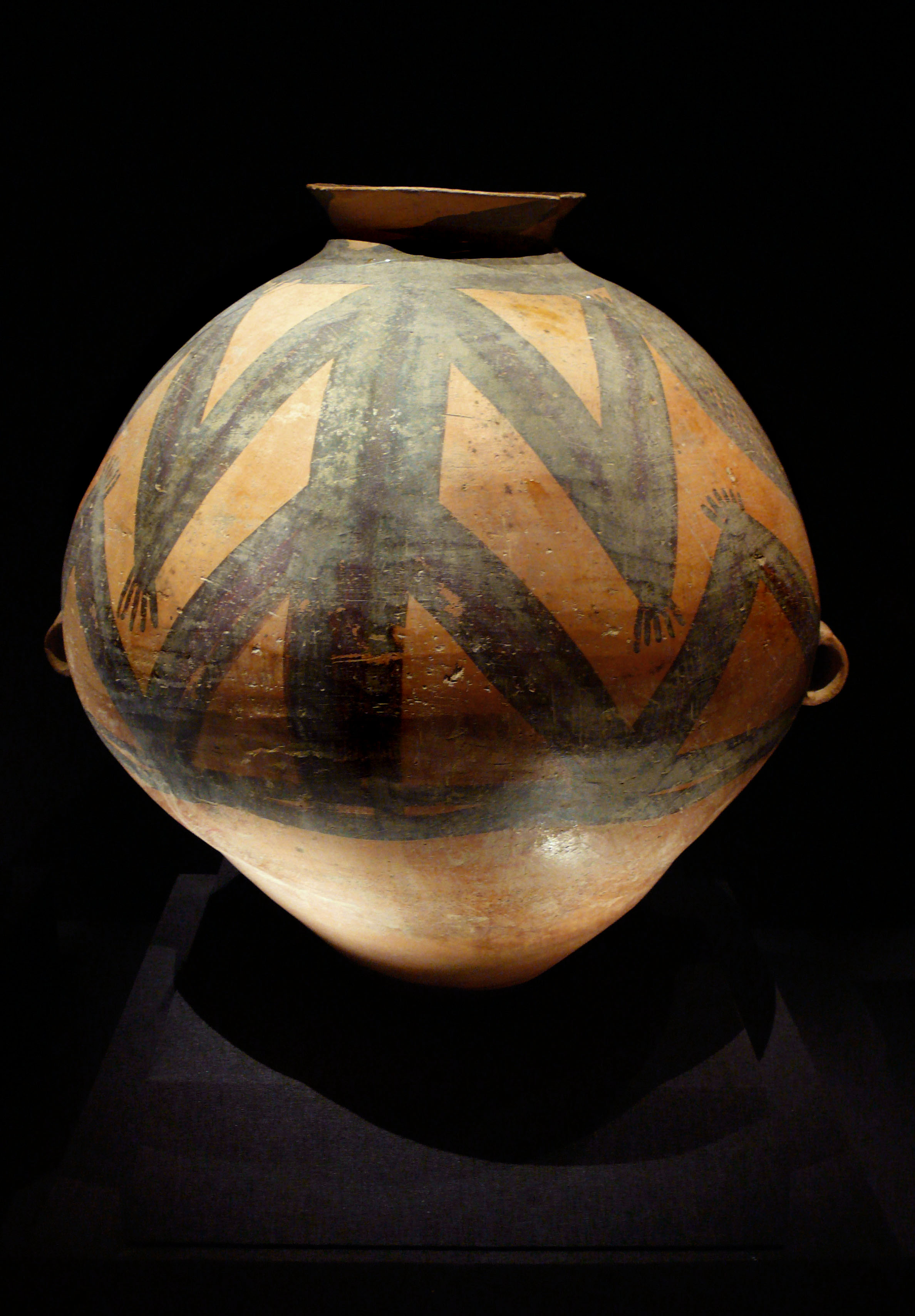
Poterie Majiayao, phase Machang, décor de figure humaine stylisée et géométrisée, env. 2200-2000 avant notre ère, musée du palais à Pékin.

La culture de Majiayao (马家窑文化, vers 3300 à 2000 avant notre ère) est une culture du néolithique final en Chine du Nord-Ouest, sur le cours supérieur du fleuve Jaune. Elle est plus ancienne mais ensuite contemporaine de la culture de Longshan (2900-1900). Des liens manifestes réunissent la culture de Majiayao avec la culture de Qijia, qui s'est développée ensuite dans cette même région et qui a été la première des cultures de l'âge du bronze en Chine.

## Localisation, périodisation, historique des découvertes

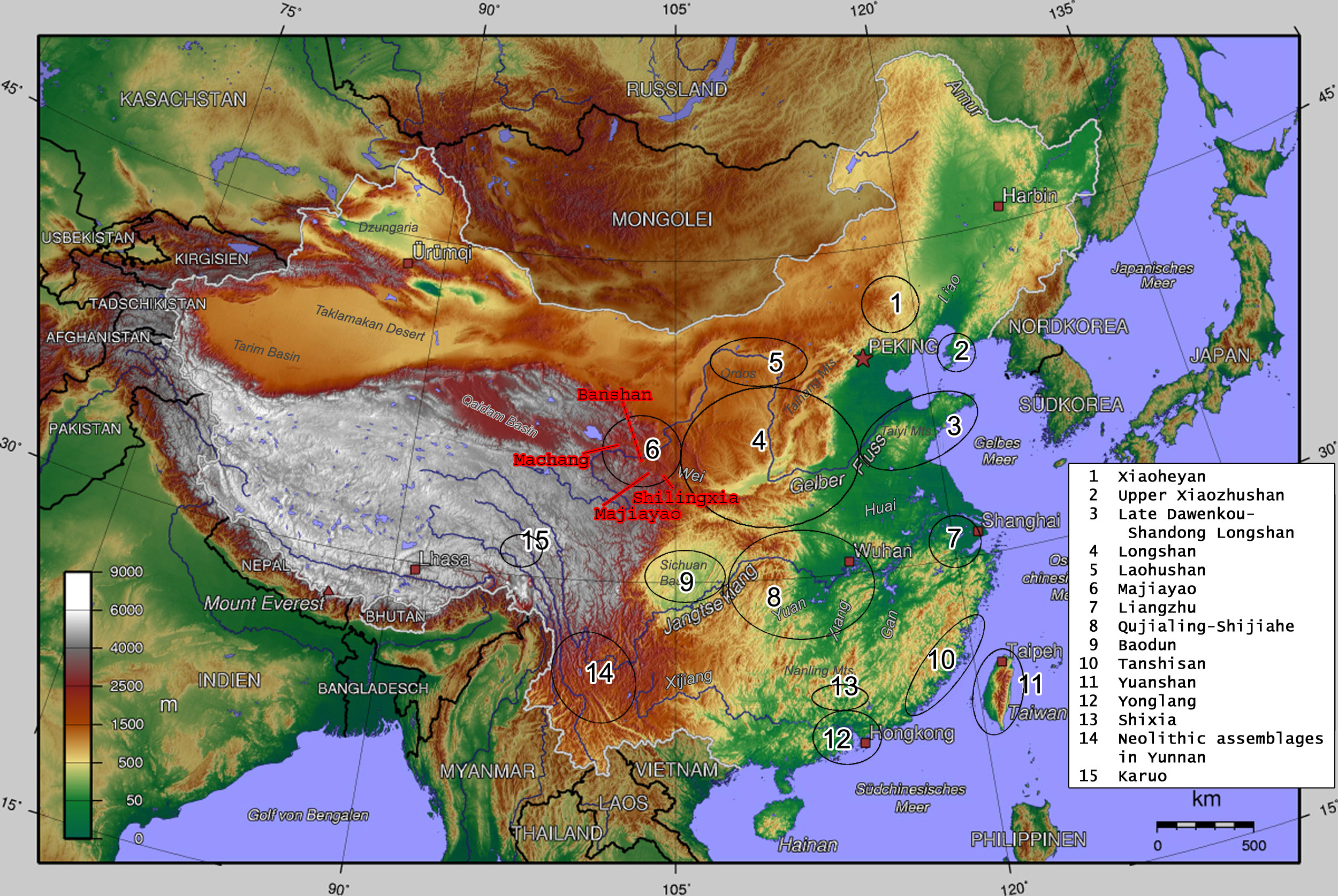
Les cultures du néolithique final en Chine. En rouge : les principaux sites des trois phases de la culture de Majiayao

La culture de Majiayao s'étendit dans les provinces du Gansu, du Qinghai, du Ningxia et dans la partie septentrionale du Sichuan, c'est-à-dire dans la plus grande partie du cours supérieur de fleuve Jaune.

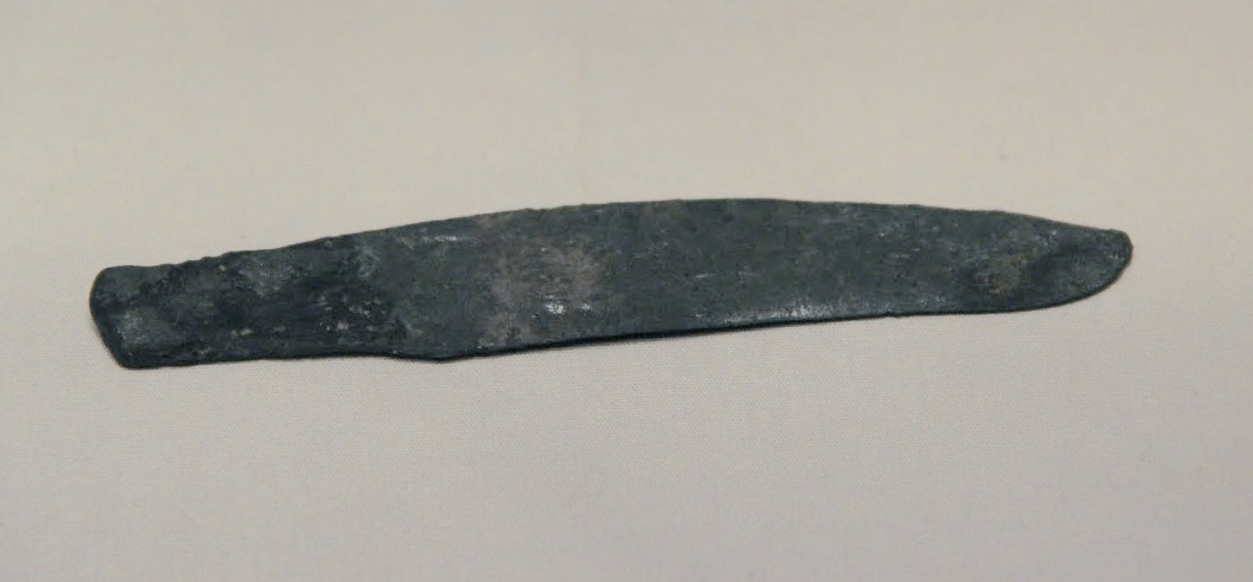
Couteau de bronze. Site de Linjia, 2900-2700, Xian autonome Dongxiang, Gansu, en 1978. NMOC

Cette culture, héritant de certains traits de la culture de Shilinxia, v. 4000-3300 (à l'époque de la culture de Yangshao), s'est développée pendant environ 1 300 ans, en une succession de « phases » situées plus ou moins de plus en plus vers l'Ouest. : Majiayao proprement dite, Banshan et Machang. La culture Majiayao dans sa phase Machang a servi de fondement à la culture de Qijia (2200-1600) qui a effectué le passage à l'Âge du bronze, en particulier avec les premiers miroirs de bronze chinois. Mais quelques objets utilitaires et décoratifs de bronze trouvés dans les couches Majiayao, les plus anciens découverts en Chine, témoignent de contacts avec des populations de l'Ouest.
La céramique peinte qui la caractérise a été découverte par Johan Gunnar Andersson dans les années 1923 et 1924. Il l'a considéré comme provenant d'une diffusion de la culture depuis l'Ouest, où Majiayao (au Gansu) aurait été la phase initiale de la culture de Yangshao (dans la Plaine centrale). Ensuite, les recherches ont montré, à l'inverse, que le déplacement vers l'Ouest des cultures Shilingxia et ensuite Majiayao est le résultat de la pression exercée par des cultures de Yangshao (4500-3000), durant l'optimum climatique du milieu de l'Holocène. Elle est reliée à la culture de Miaodigou (4000-3500) par l'intermédiaire de la phase Shilingxia (env. 3980-3640).
Avec la phase ancienne de Shilingxia (v. 4000-3300), les trois phases suivantes signalent donc un déplacement des populations vers l'Ouest :
- Phase Majiayao, proprement dite : vers 3500-2700
- Phase Banshan : vers 2700-2000
- Phase Machang : vers 2500-1800.

## Moyens de subsistance
La subsistance est alors couverte par l'agriculture, la chasse et la cueillette. Dans le cas du village de Linjia sur le xian autonome Dongxiang au Gansu, on a trouvé les mêmes outils de pierre et de terre cuite (des couteaux) que ceux trouvés dans la culture de Yangshao, et en grand nombre. Mais on a aussi trouvé des couteaux composés de microlithes insérés dans un support d'os, objets qui sont propres aux chasseurs-cueilleurs. Des fosses de stockage ont livré de nombreuses traces de millet et de chanvre, mais aussi des animaux d'élevage comme le porc et le chien (consommé). Parmi les animaux chassés on trouve le daim, l'antilope et le castor. Certains sites ont livré les restes de bétail à cornes et de moutons ou chèvres, parfois déposés en tant qu'offrande funéraire. Les activités de chasse-cueillette et d'élevage pourraient résulter d'une adaptation à un climat plus froid et plus sec que dans la région de la culture de Yangshao.
Cette région avec le Gansu et son corridor du Hexi était et est restée une zone de passage et d’échanges tournés vers l'Ouest, l'Asie centrale et la Sibérie méridionale, et vers le Nord, les steppes de Mongolie. La culture de Majiayao en a profité en particulier dans le domaine de la culture des céréales : on y a trouvé ces six céréales : les premiers types de blé, d'avoine et d'orge cultivés en Chine, en provenance du Moyen-Orient (premières mises en culture vers 4600), à côté du millet commun et du millet des oiseaux (premières mises en culture vers 3000, en Chine centrale) et le riz, originaire de la vallée du Yangzi. Cette région était donc, dès le troisième millénaire, un lieu d'échange très important entre l'Est et l'Ouest.

## Société
La distribution des sites sur toute la période Majiayao depuis Shilingxia montre un déplacement des populations vers l'Ouest. Ce mouvement pourrait être le résultat d'une pression exercée par la population de Yangshao au moment de l'optimum climatique du milieu de l'Holocène qui aurait entrainé la mise en exploitation de nouvelles terres agricoles sur les zones frontalières moins peuplées.
Par ailleurs selon une théorie encore partagée par quelques archéologues chinois, la société Majiayao serait passée d'une organisation matriarcale à une organisation patriarcale dans la dernière phase de son existence, mais cette opinion est très largement contestée aujourd'hui.

## Rites funéraires et céramique
Dans les années 1980, on a découvert quelque 6 000 articles dans environ 1 600 cimetières.
D'après les offrandes funéraires déposées dans les tombes de Majiayao l'égalité entre hommes et femmes semblait exister à cette époque. 
Plus tard, un changement majeur est intervenu dans les pratiques d'inhumation, les hommes et les femmes étant enterrés séparément, chacun avec des dépôts différents : les hommes étaient enterrés avec des instruments nécessaires au labour et aux travaux des champs, alors que les femmes étaient enterrées avec des outils nécessaires au filage et avec des pots.
Mais le nombre et la qualité des dépôts a évolué au cours du temps. Ces objets ont plus ou moins de valeur étant le résultat d'un travail plus ou moins long et souvent avec une réelle recherche dans le décor peint. Dans la phase Machang le phénomène indique clairement l'apparition des inégalités. Ainsi dans la phase Machang d'un site du Qinghai la tombe d'un seul adulte male contenait 85 céramiques de terre cuite peinte, la plupart étant de grandes jarres de type hu. Ces très nombreuses poteries décorées de peintures élaborées soulèvent aujourd'hui de nombreuses questions: qu'est ce qui aurait déterminé ces premières sociétés d'agriculteurs à les réaliser ainsi ?  Ces grandes jarres ne seraient-elles pas l'indice d'une compétition entre clans à l'occasion des rites funéraires ? Est-il légitime, et sur quels critères comparer la céramique Majiayao avec celle produite à l'Est de la Chine d'alors ? D'autre part les rares céramiques à figures « humaines » font encore l'objet de discussion sur l'interprétaion que l'on peut en faire : entre autres cette célèbre jarre du Musée National de Chine qui porte en léger relief un être énigmatique, où certains ont cru voir une figure anthropomorphe portant les signes des deux sexes.
Les céramiques sont alors peintes aux pigments bruns et noirs(des matières naturelles broyées : chromite de fer, bioxine de manganèse). Le motif, récurrent dans la phase Banshan, composé de croisillons grands et petits encadrés dans un cercle ou dans un rectangle, n'est pas sans évoquer le tressage des passoires à farine en vannerie, rondes ou rectangulaires.

## Céramique: Shilingxia et les trois phases Majiayao

### Avant Majiayao: phase Shilingxia (à l'époque des cultures de Yangshao moyen): v. 4000-3300

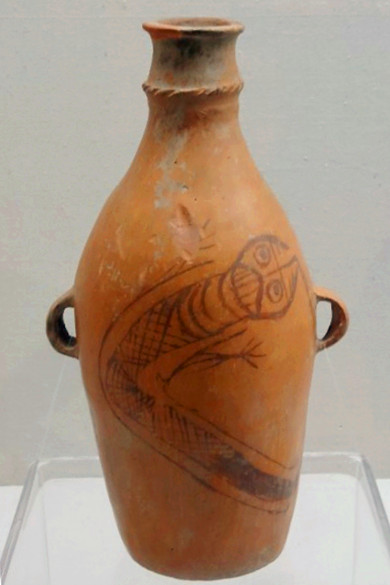
Bouteille à deux anses. Terre cuite peinte: salamandre. H 38,4 cm. Cult. Shilingxia, site : Xiping, Gansu. Musée prov. du Gansu, Lanzhou
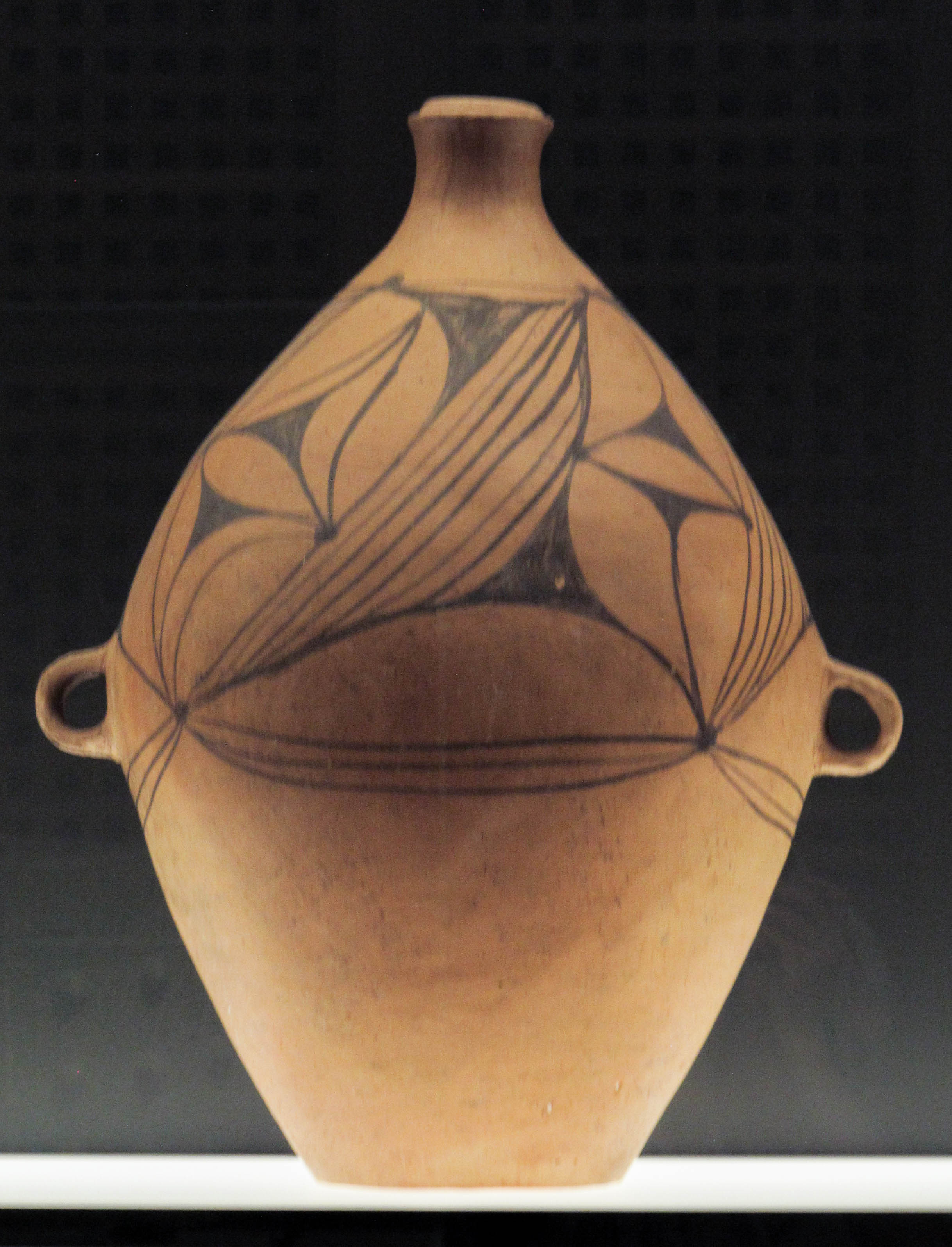
Grand récipient à puiser l'eau [13]. Terre cuite peinte, H. 70 cm. env. Shaanxi, Shanxi ou Gansu. Yangshao final ou déb. Majiayao. IVe mill. AEC. Museum Rietberg, Zurich.

### Phase Majiayao, proprement dite: vers 3500-2700

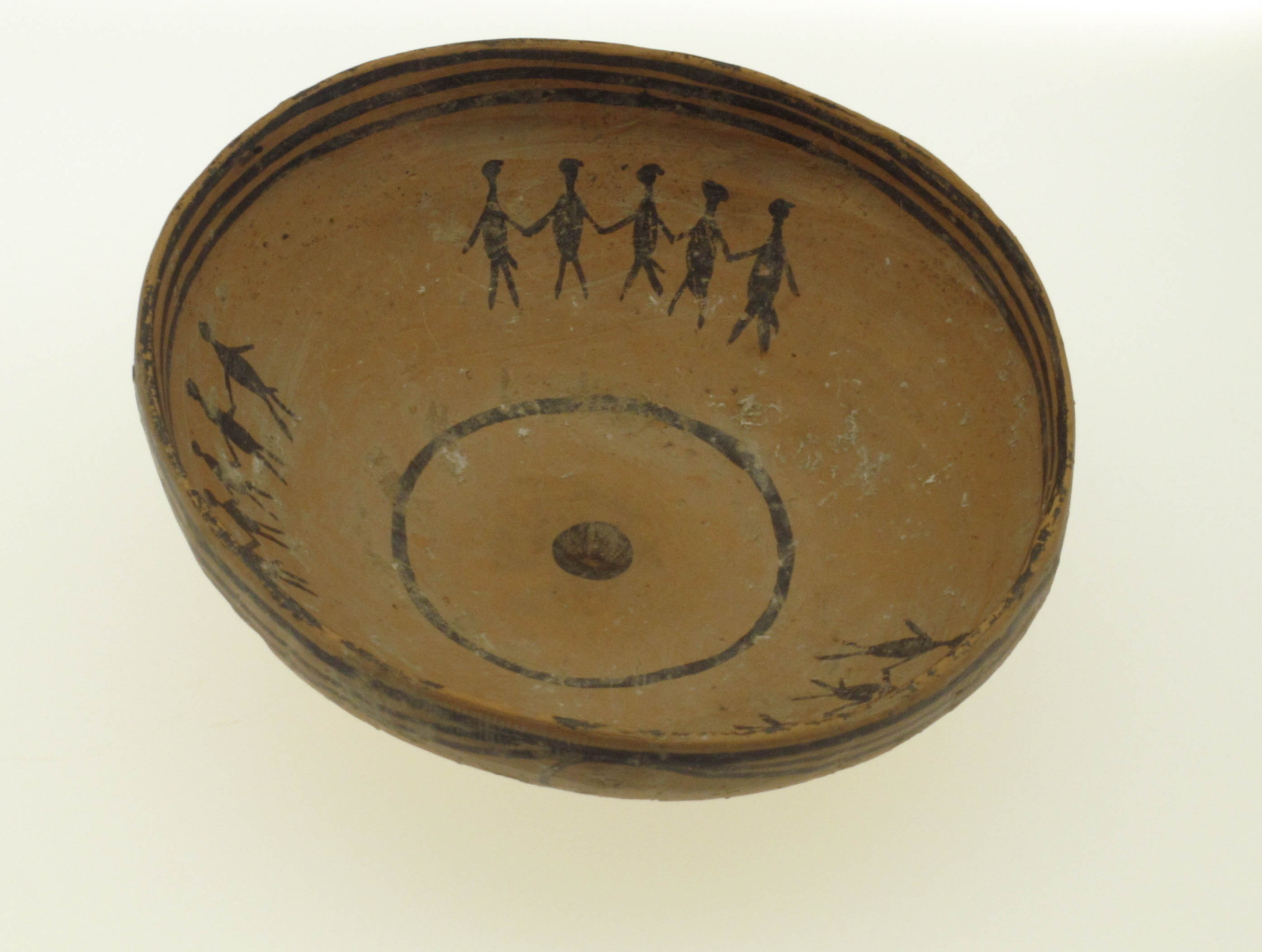
Bassin de céramique peinte aux trois groupes de figures dansantes. D. 20 cm. env. Phase Majiayao, 1er quart du IVe mil. Gansu ou Qinghai. Museum Rietberg,
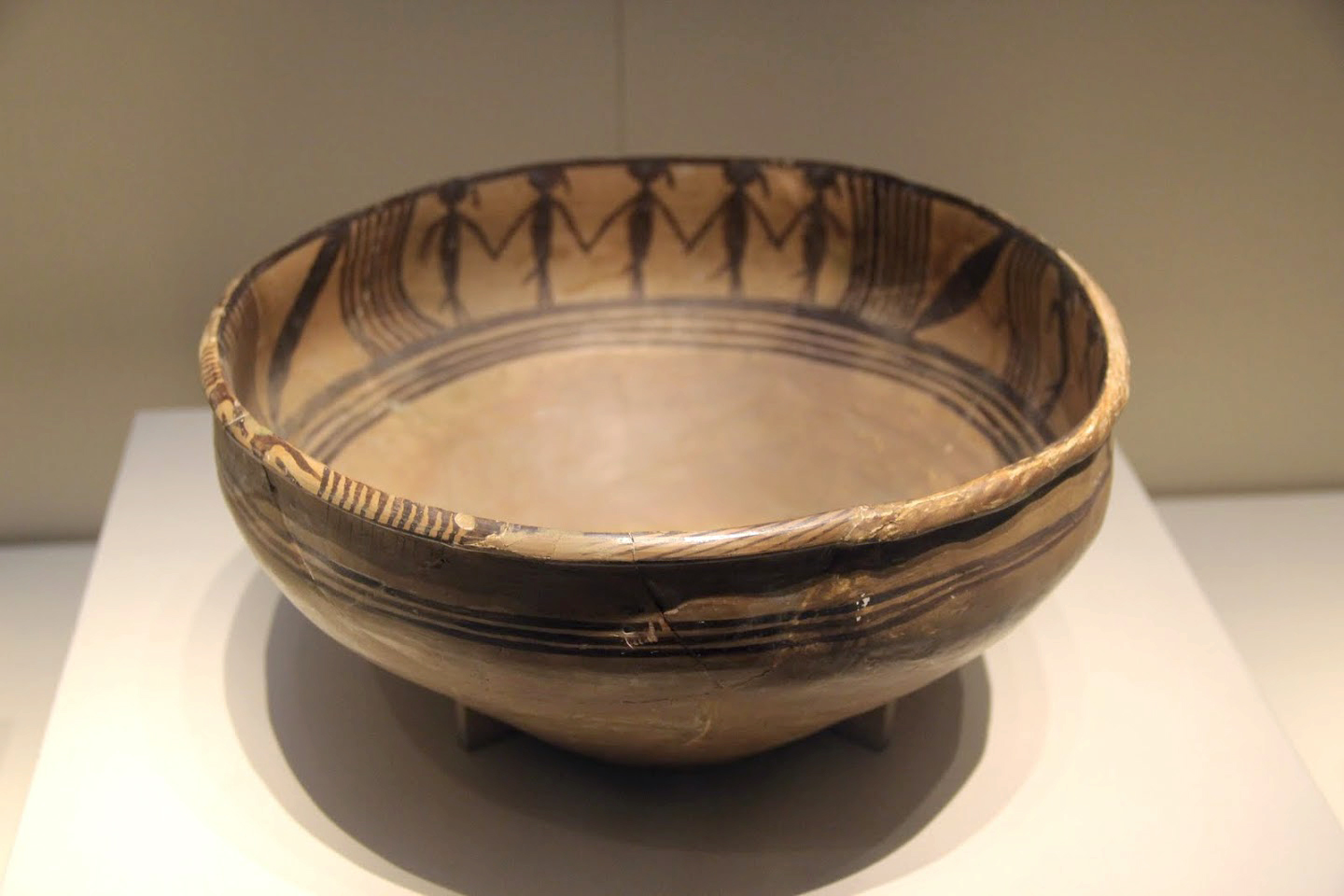
Bassin de céramique peinte aux groupes de figures dansantes. H. 12,5 cm. Majiayao, phase Majiayao. Découvert au Qinghai en 1973. Musée national de Chine, Pékin
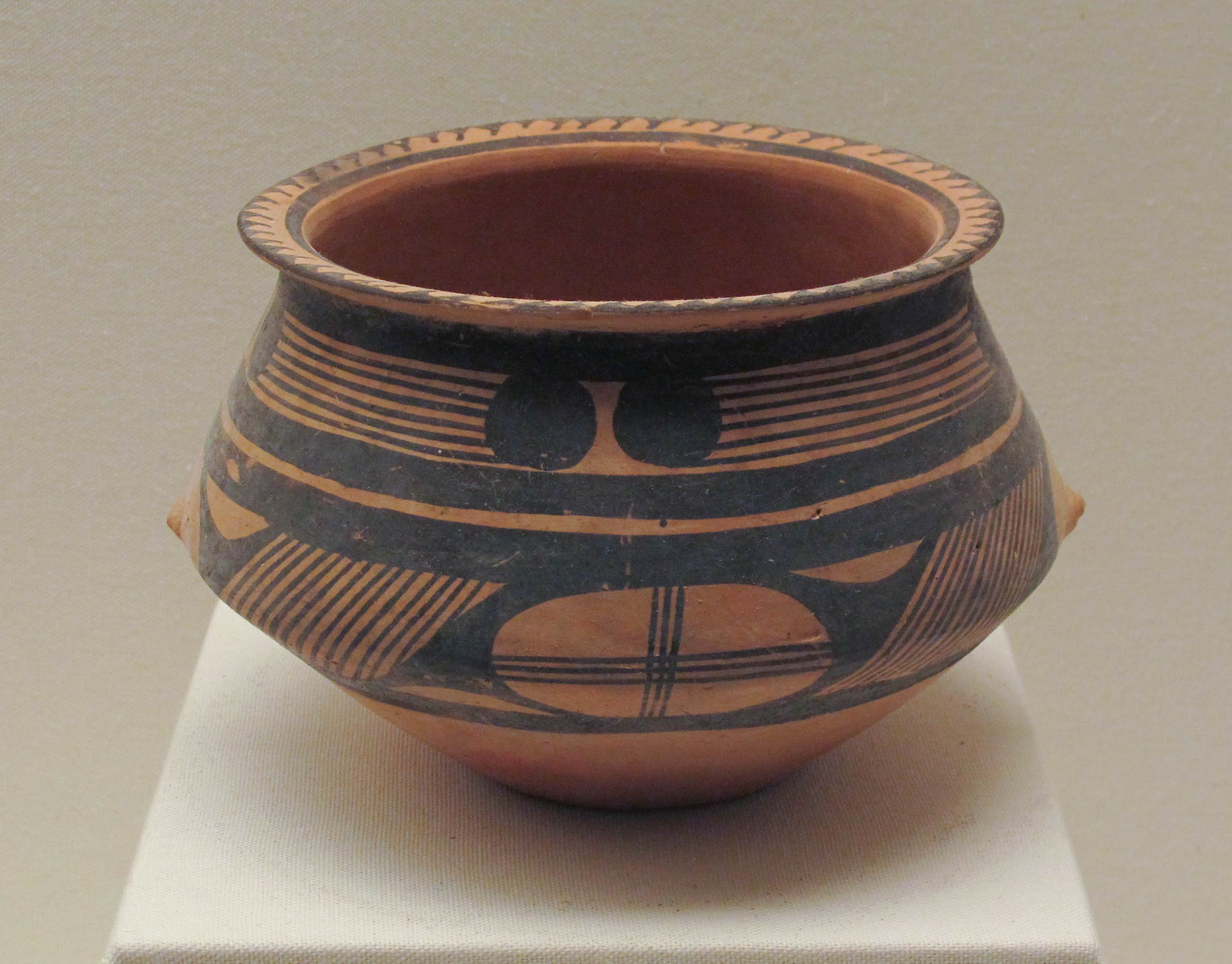
Bol, terre cuite peinte, D. 15 cm. env. Gansu ou Qinghai. Majiayao, fin IVe ou début IIIe mil. Musée d'art asiatique de Berlin
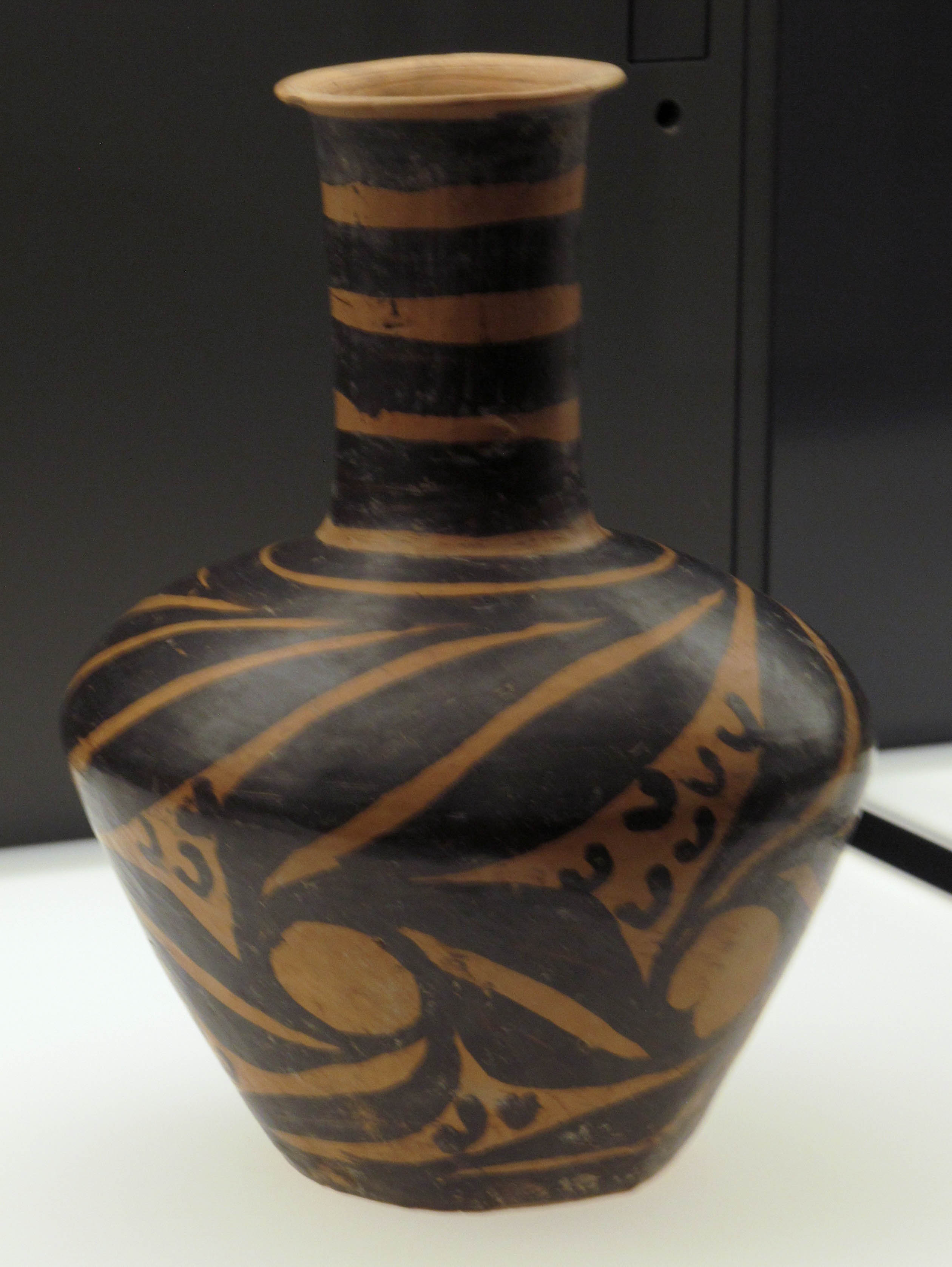
Jarre à motifs linéaire. Culture de Majayao, phase Majiayao, fin IVe ou début IIIe mil. Terre cuite peinte, H. 20 cm env. Museum Rietberg, Zurich.
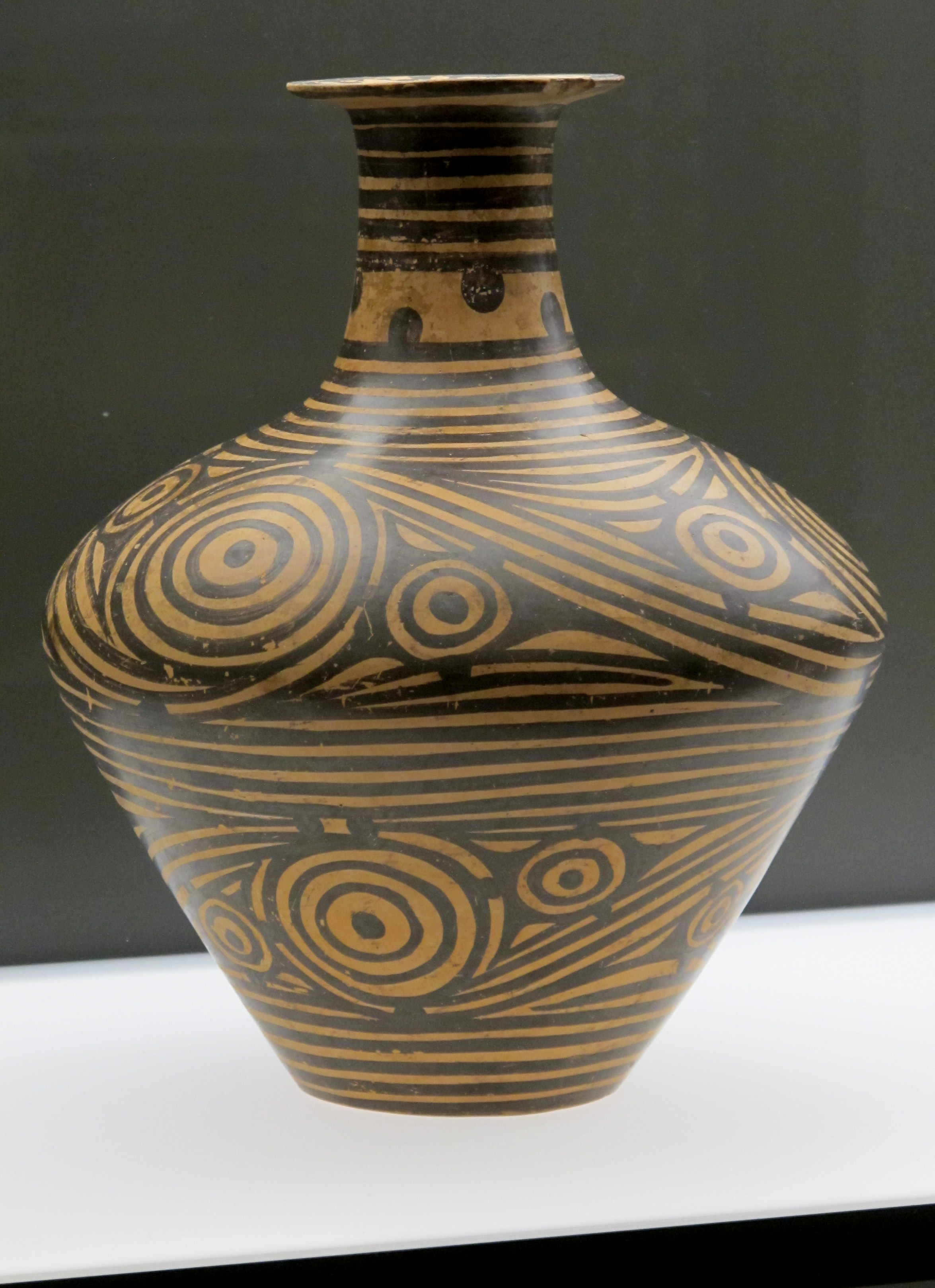
Jarre à motifs linéaire. Culture de Majayao, phase Majiayao, fin IVe ou début IIIe mil. Terre cuite peinte, H. 30 cm env. Museum Rietberg, Zurich.
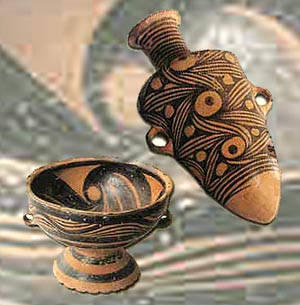
Vases à décor géométrique (bouteille à fond pointu, découverte 1971 à Longxi, Gansu. Terre cuite peinte. H 26 cm, diam ouv.: 7 cm). Musée provincial du Gansu, Lanzhou[14].
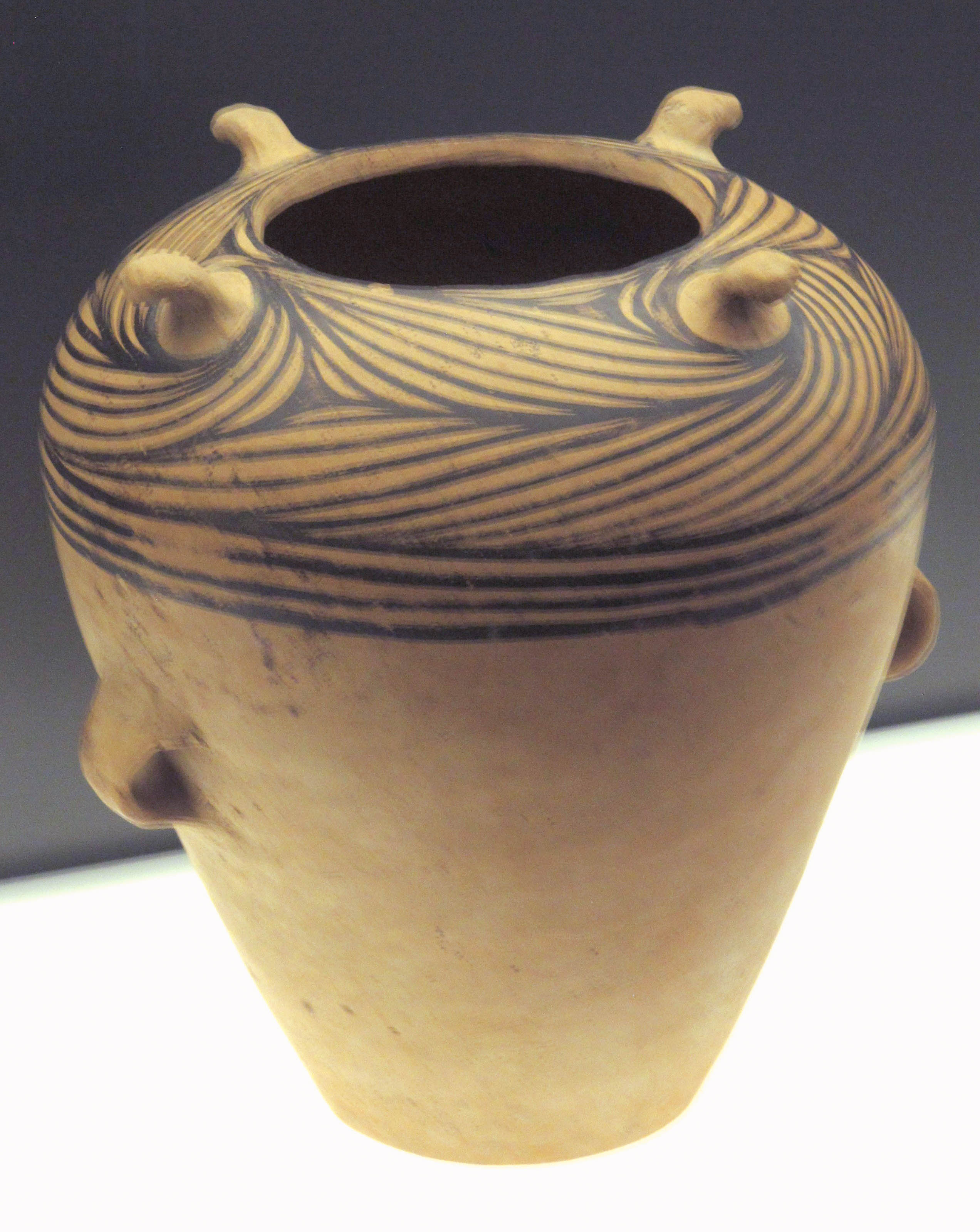
Jarre à décor linéaire, deux anses et quatre crochets. Poterie peinte, H. 70 cm. env. Phase Majiayao. Museum Rietberg,
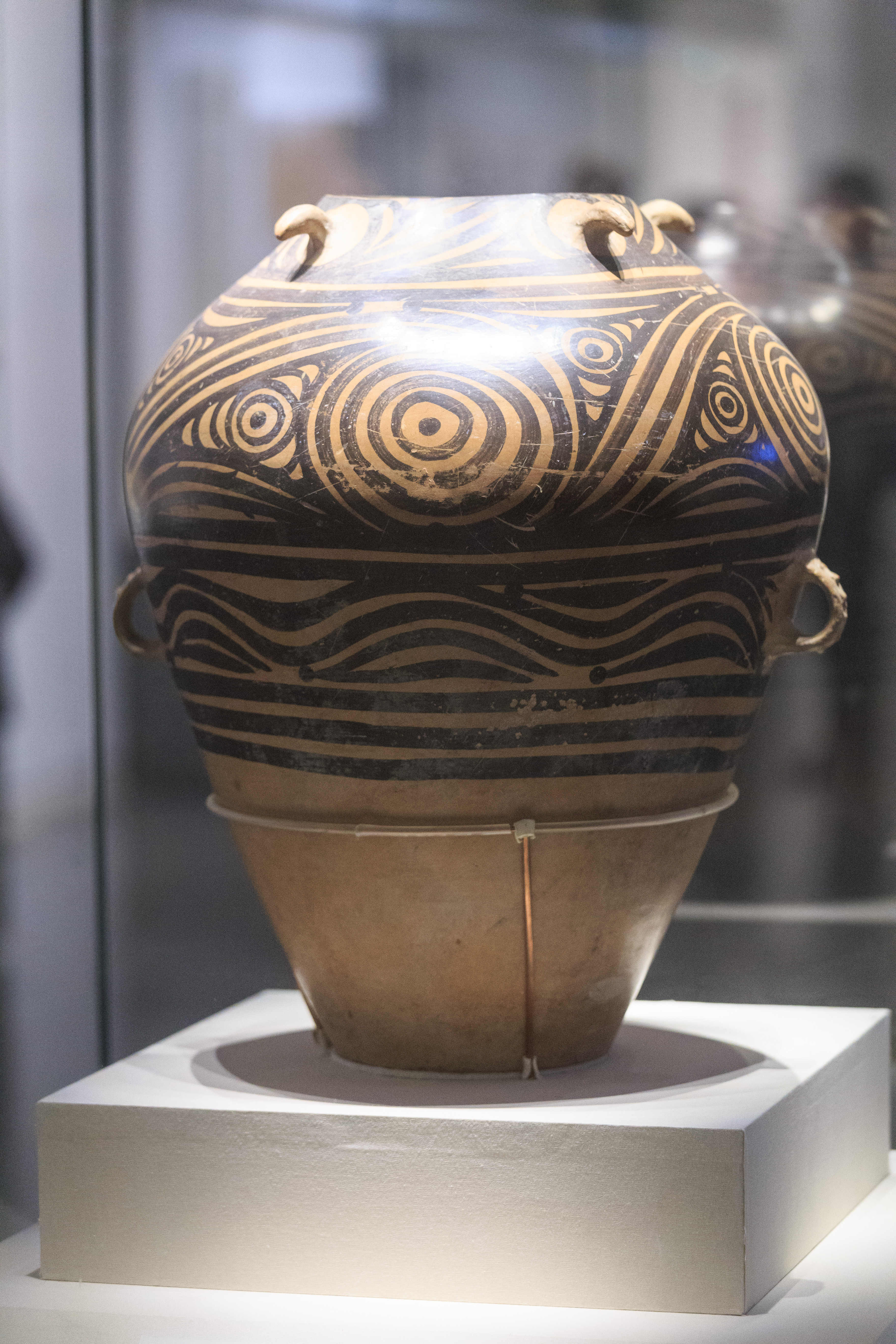
Jarre à décor linéaire, deux anses et quatre crochets, phase Majiayao. Découverte au Gansu en 1956. Musée national de Chine, Pékin

### Phase Banshan: vers 2700-2000

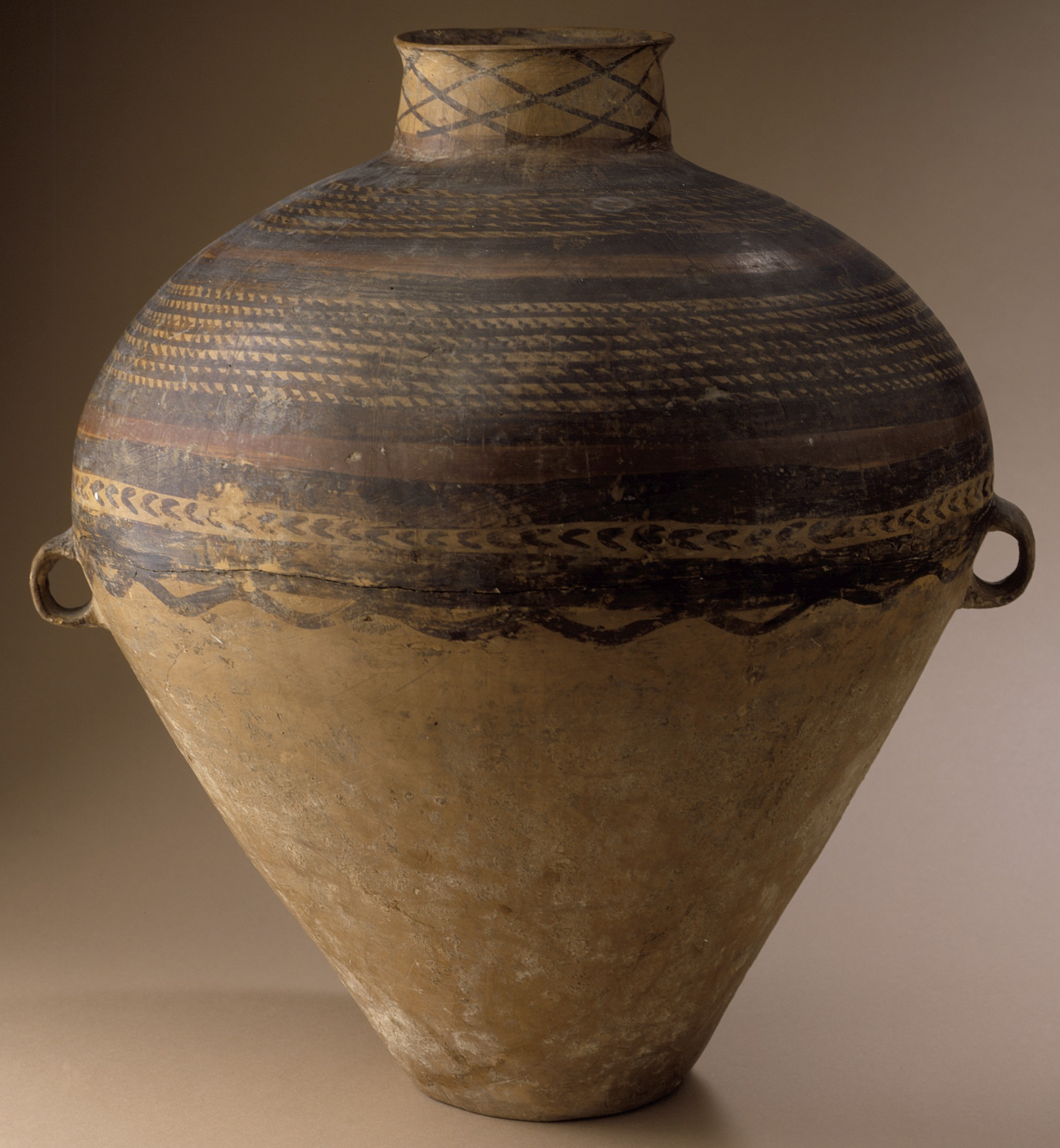
Jarre à décor de rides horizontales. Musée d'Art du comté de Los Angeles
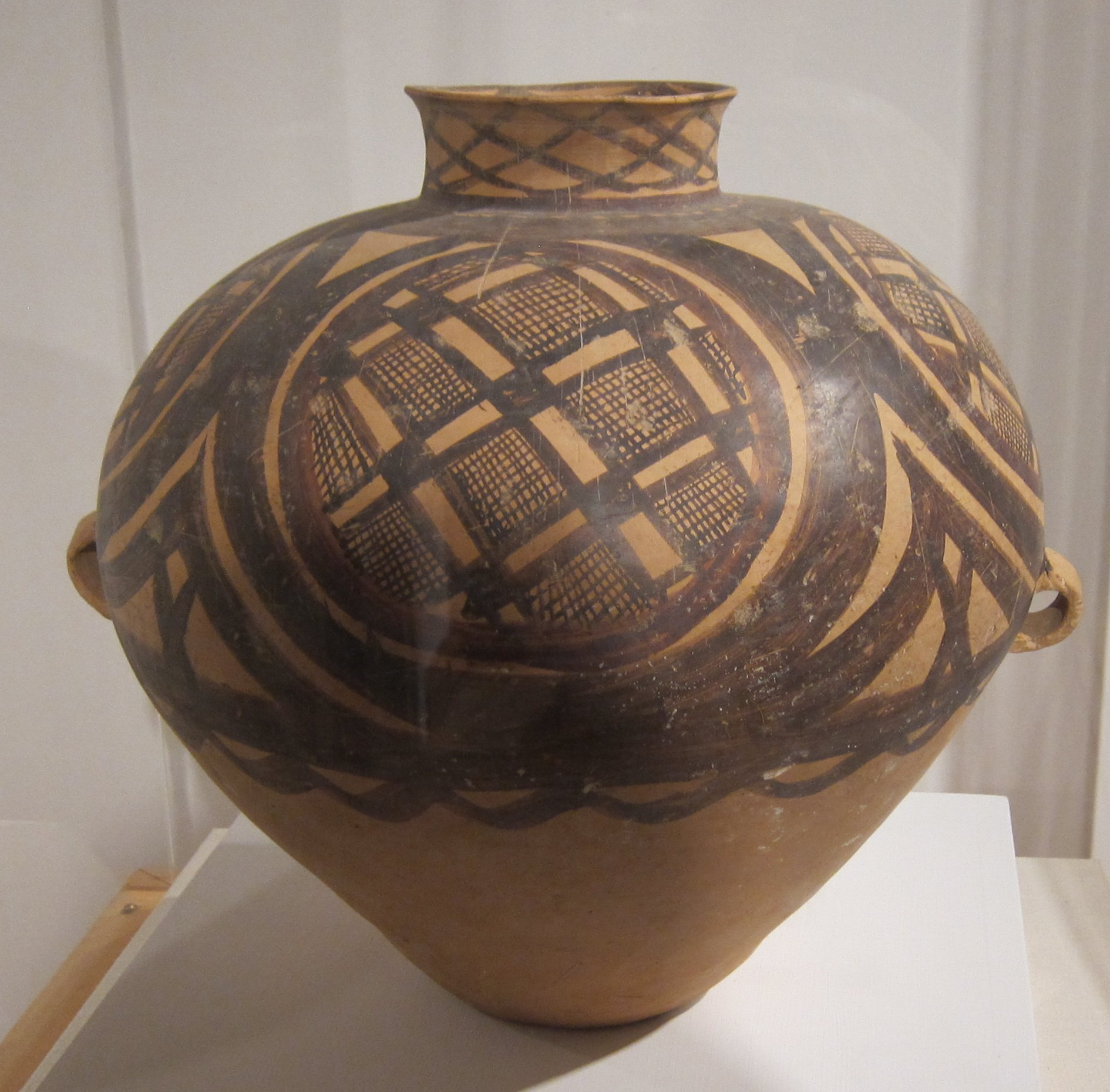
Jarre. Terre cuite peinte. John Young Museum of Art, Honolulu
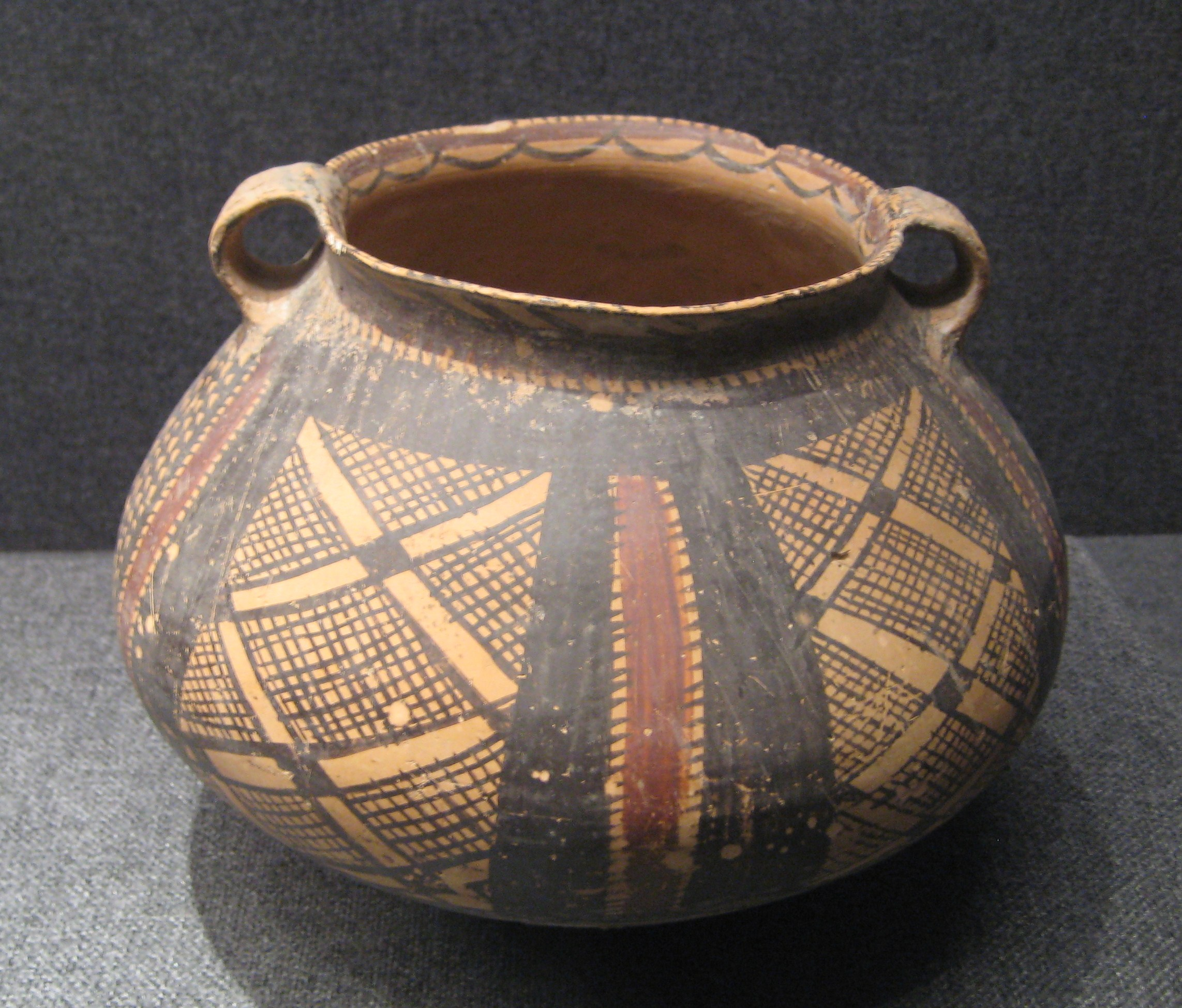
Pot à deux anses, en terre cuite peinte. Musée du mausolée du roi Zhao Mo de Nanyue, Canton
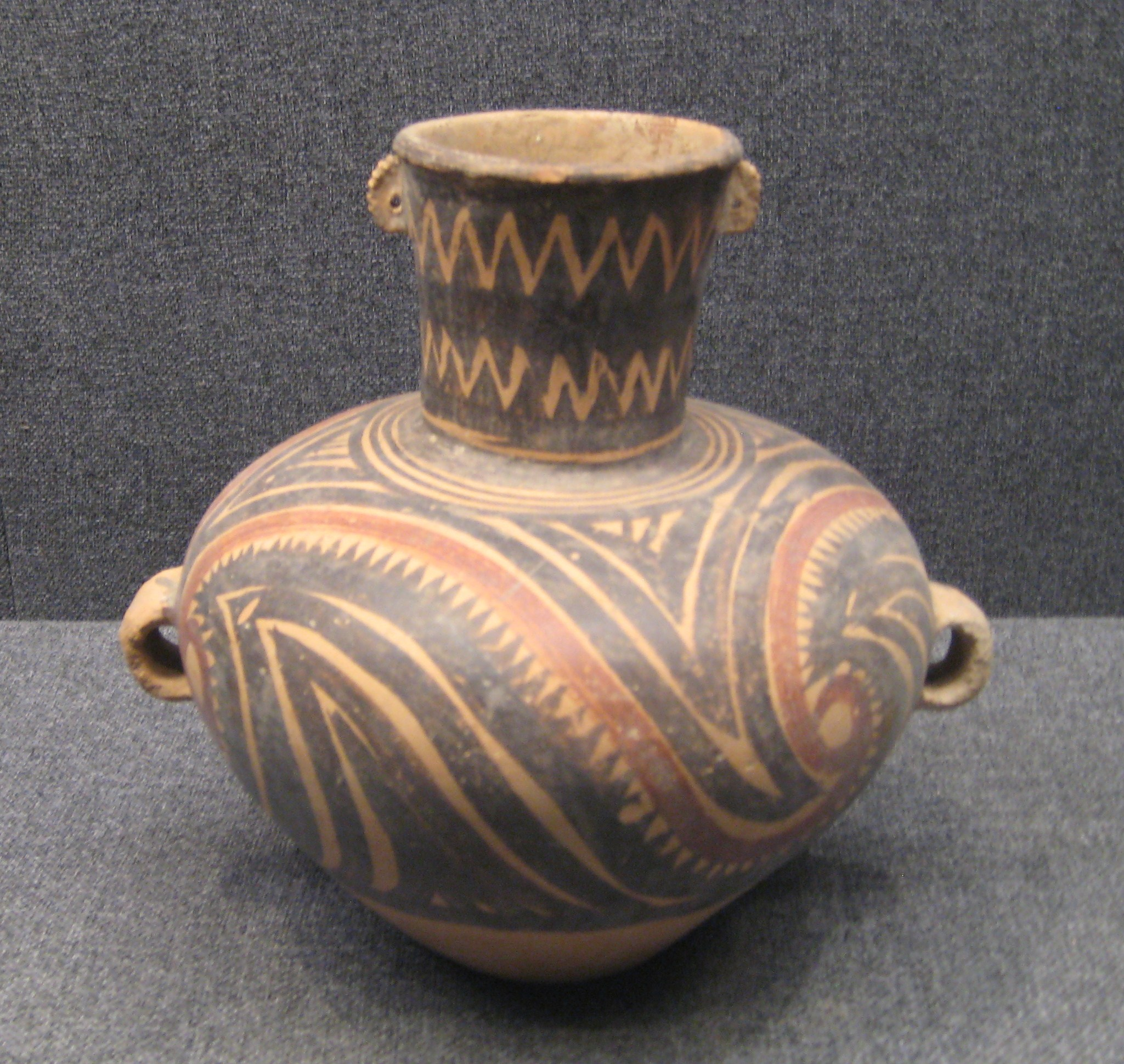
Petite jarre à deux anses et haut col. Musée du mausolée du roi Zhao Mo de Nanyue, Canton
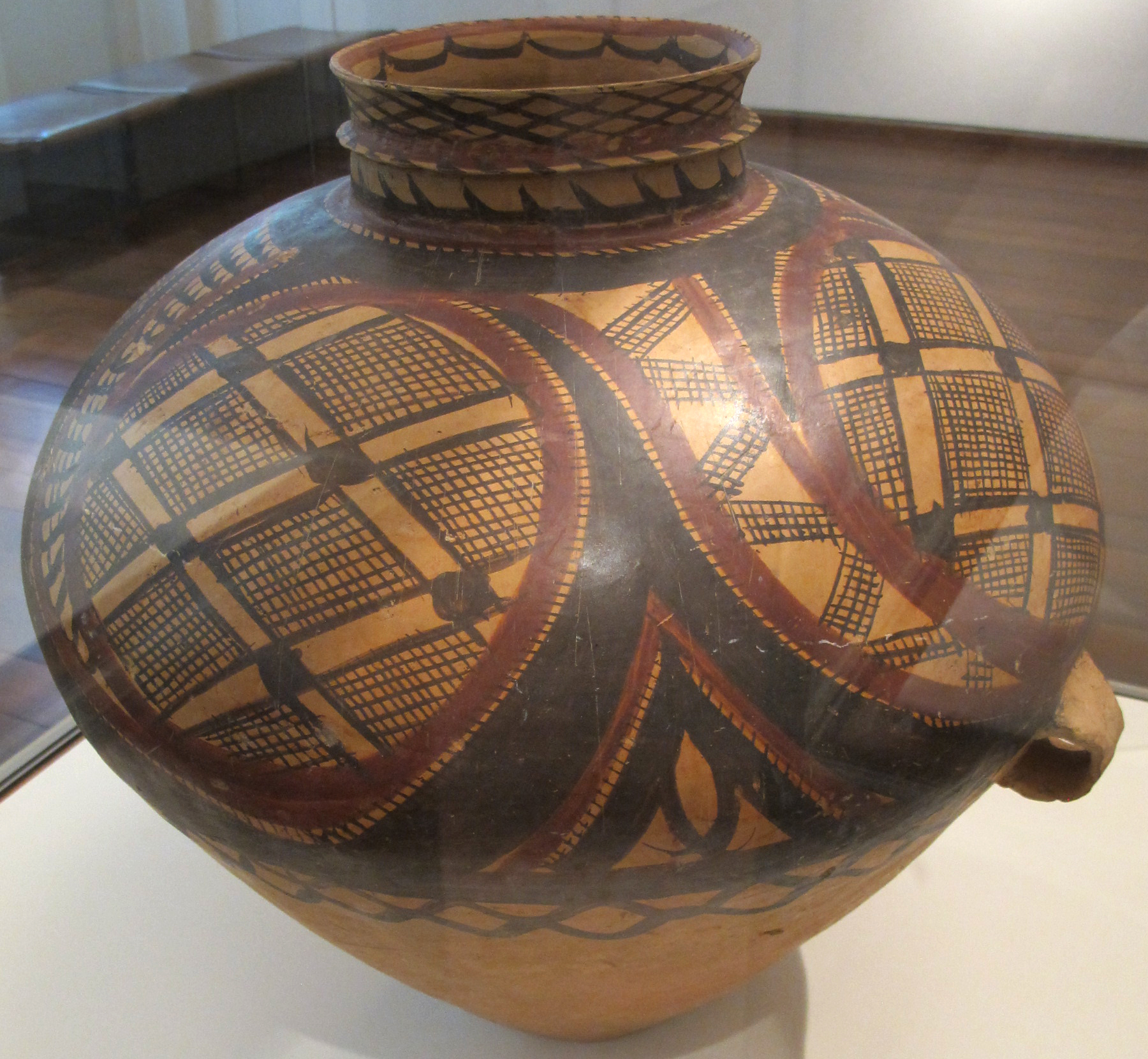
Grande jarre. Musée Guimet
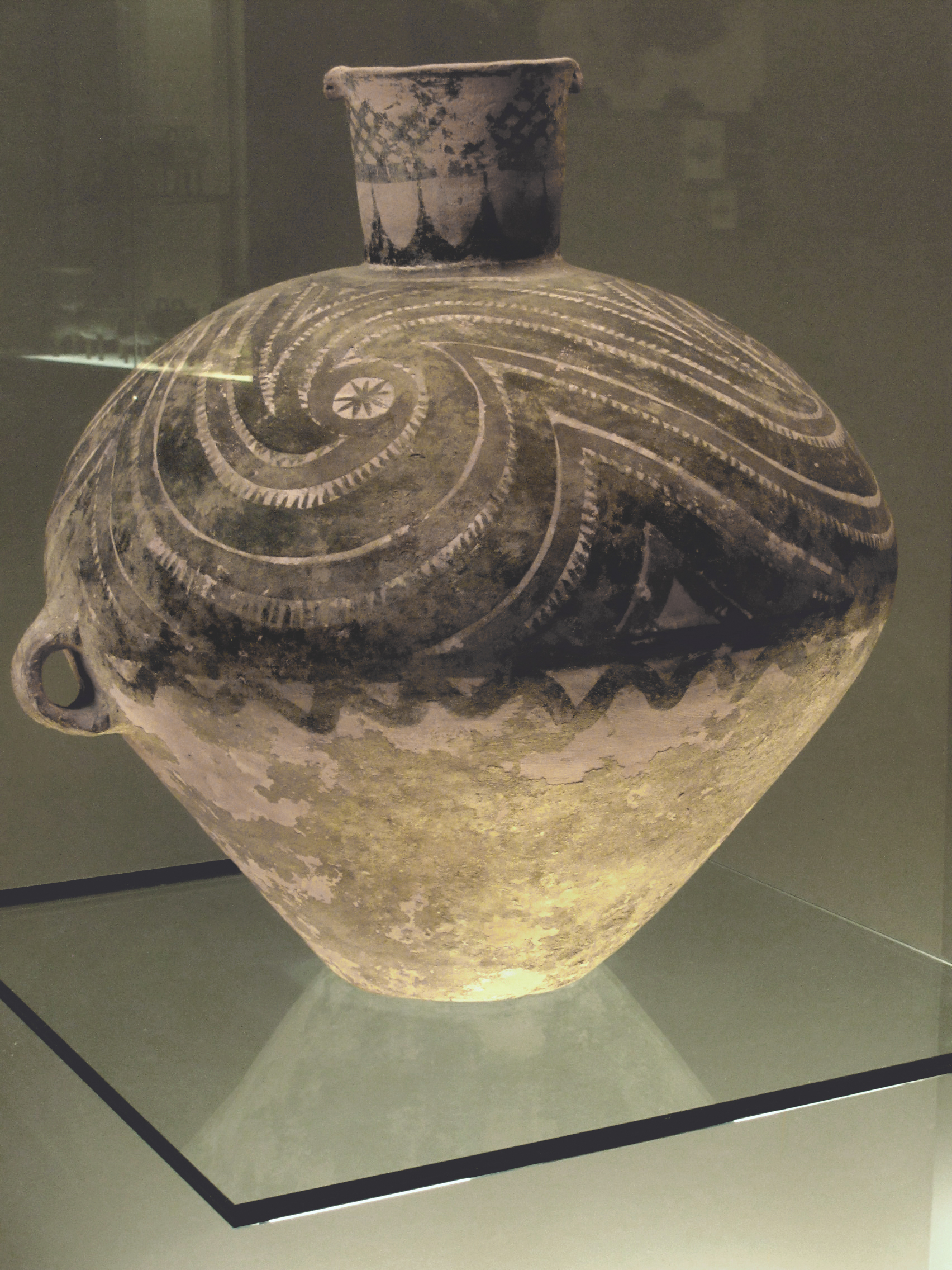
Jarre à deux anses et larges motifs spiralés. Terre cuite peinte. Musée Cernuschi

### Phase Machang: vers 2500-1800

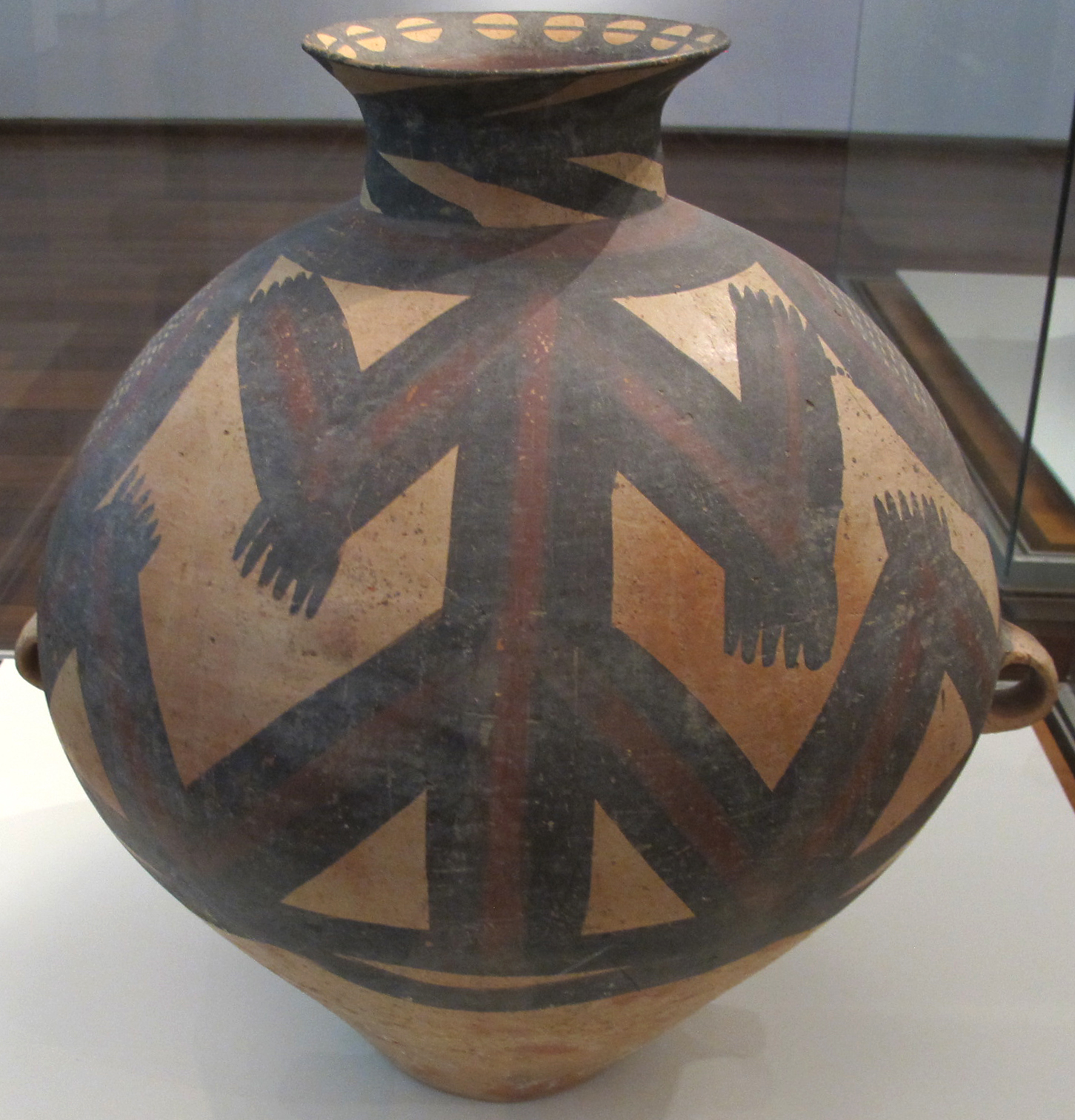
Grande jarre à deux anses, décor de figures stylisées en zigzag. Terre cuite peinte. Musée Guimet
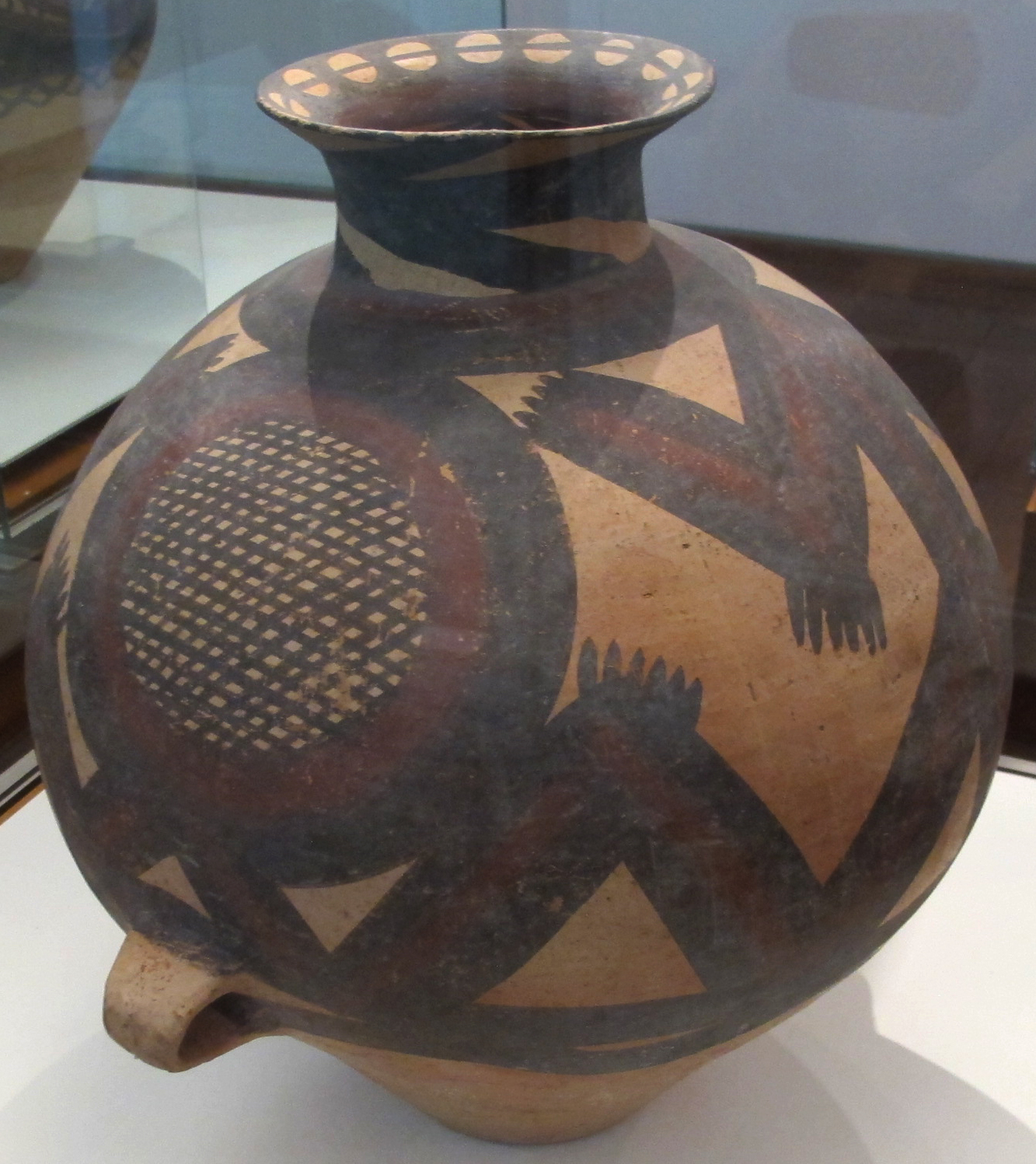
Autre vue sur la même jarre : alternance des deux figures et de deux disques en forme de « tamis »
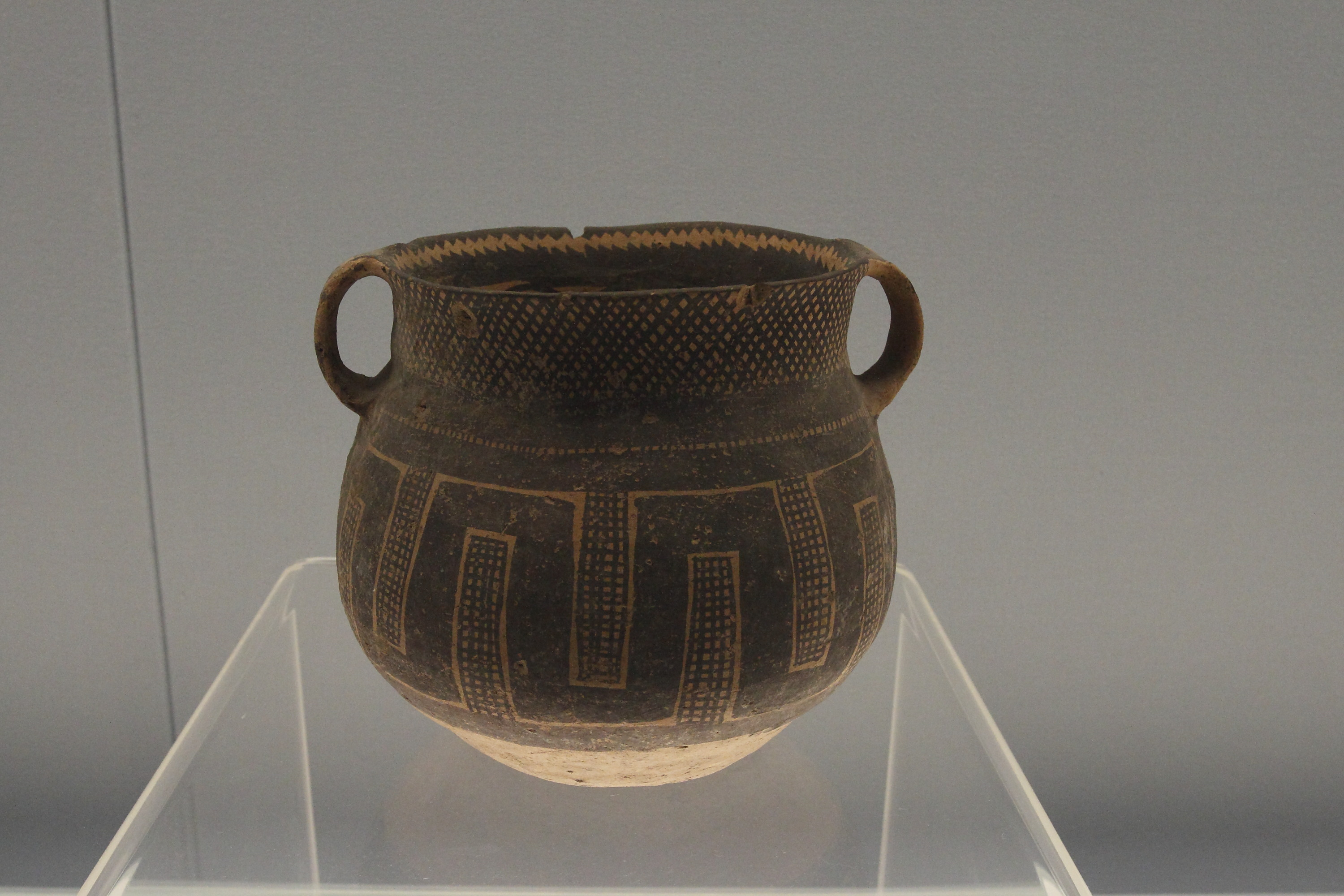
Petit pot à deux anses et à décor crénelé et tressages. Musée de Shanghai
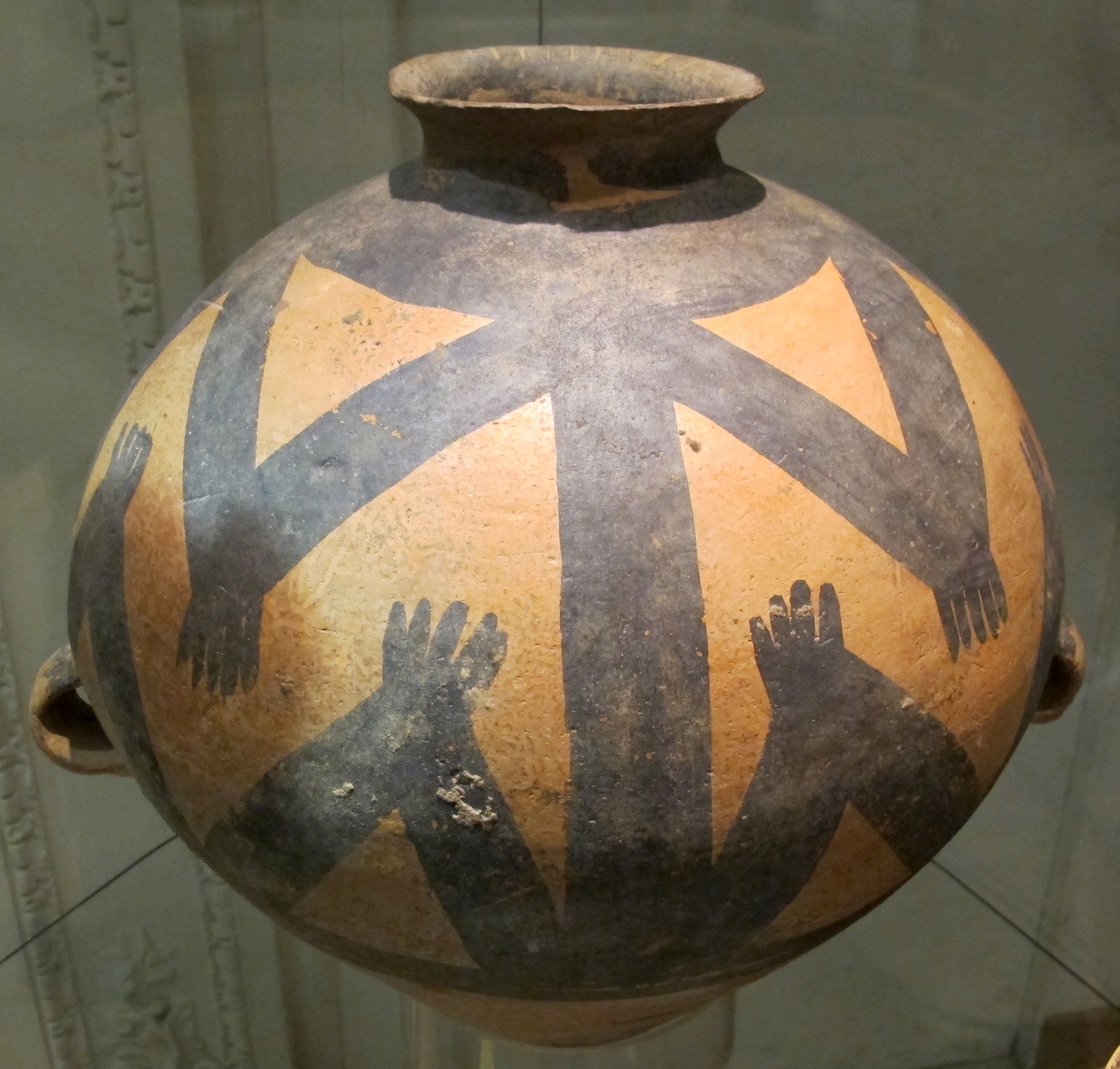
Grande jarre à deux anses, décor de figures stylisées. Museo nazionale d'arte orientale (Rome)
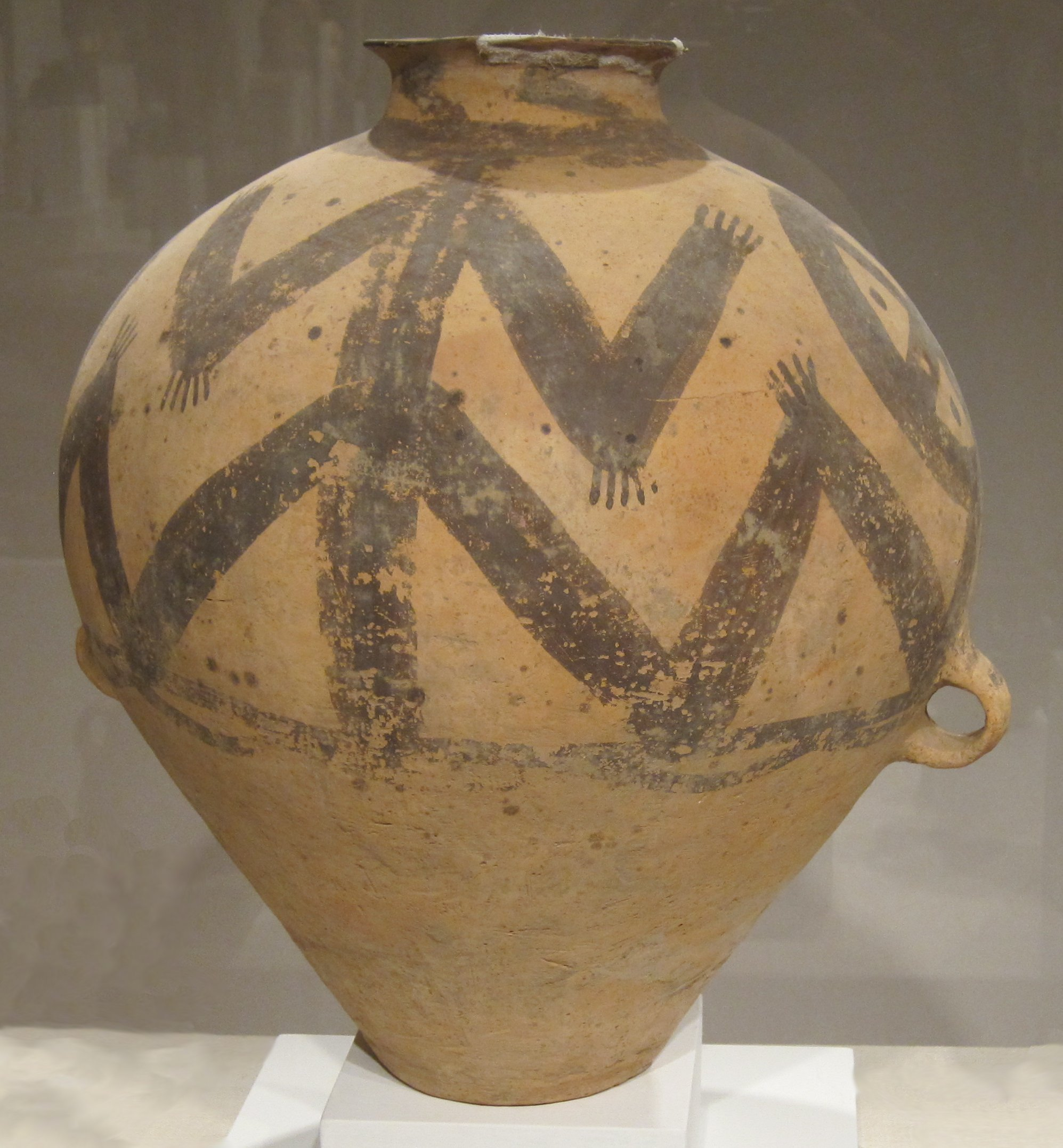
Grande jarre à deux anses, décor de figures stylisées. John Young Museum of Art, Honolulu
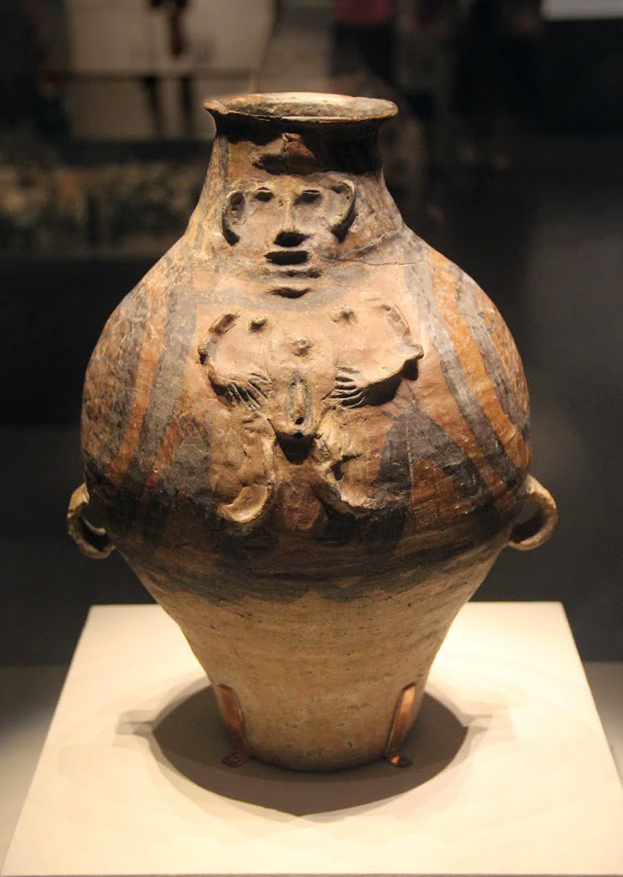
Terre cuite peinte à deux anses, figure en léger relief. Machang. H. 34,4 cm. Ledu, Qinghai. Musée national de Chine
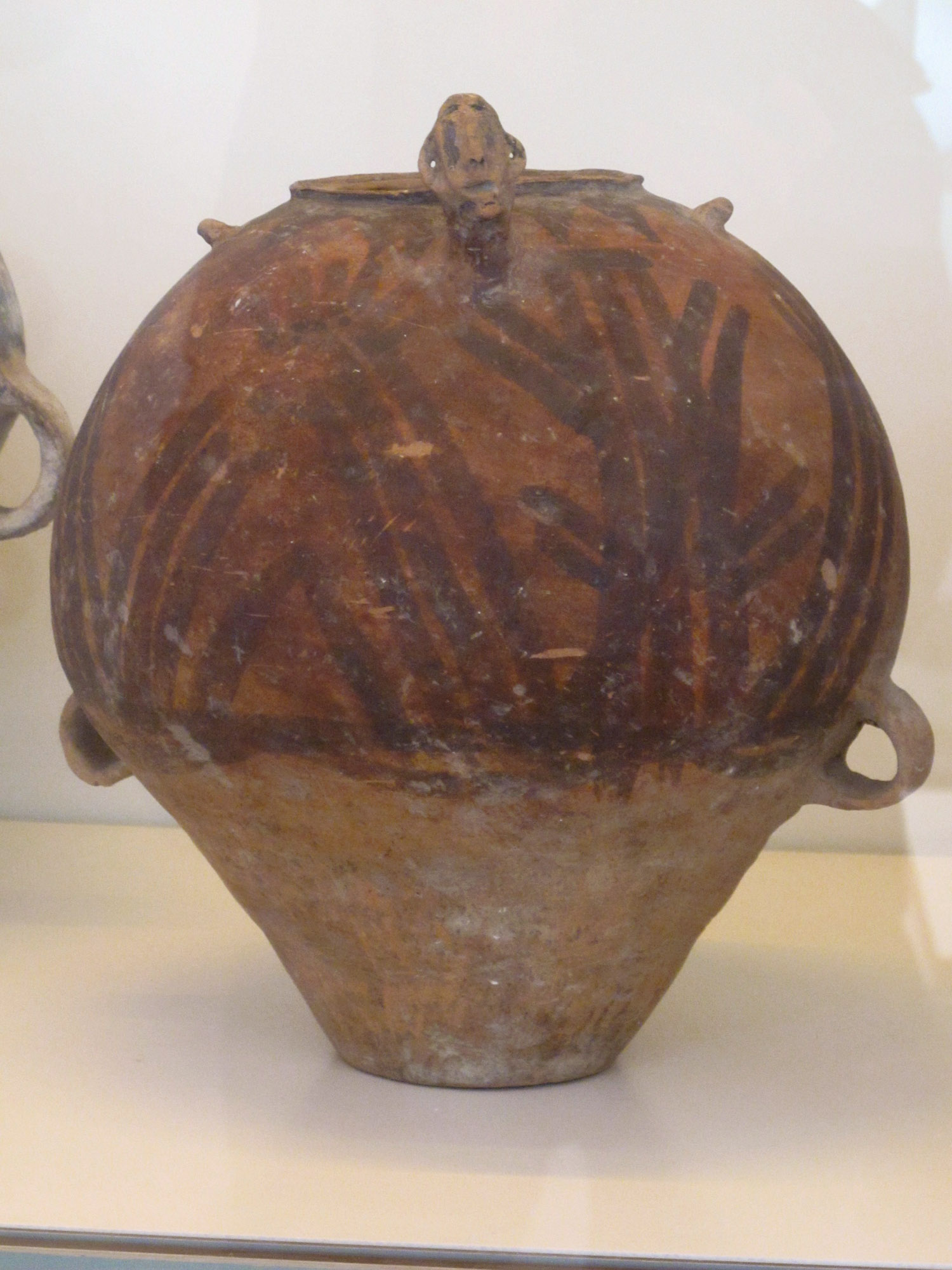
Jarre à tête anthropomorphe. H. 28,5 cm. Machang. Terre cuite chamois, décor peint. Musée Guimet